# Richard Mason Rocca
Richard Mason Rocca  (nacido el 06 de noviembre de 1977 (47 años) en Highland Park, Illinois)  es un exjugador de baloncesto italiano-estadounidense. Con 2.04 de estatura, jugaba en la posición de ala-pívot.

## Trayectoria
- 1996-2000:  Universidad de Princeton
- 2000-2001:  Trenton Shooting Stars
- 2001-2004:  Aurora Jesi
- 2004-2008:  Basket Napoli
- 2008-2012:  Olimpia Milano
- 2012-2013:  Virtus Pallacanestro Bologna
- 2013-2015:  Aurora Jesi